# Сражение при Молино-дель-Рей
Сражение при Молино-дель-Рей (англ. Battle of Molino del Rey) — сражение, произошедшее 8 сентября 1847 года во время американо-мексиканской войны, и было одним из сражений Мексиканской кампании Скотта. После сражения при Чурубуско и последующего перемирия Уинфилд Скотт решил возобновить боевые действия и в первую очередь разрушить литейные мастерские, в которых, по его сведениям, отливались орудия для обороны Мехико. Дивизия генерала Уорта атаковала мастерские, но столкнулась там с крупными силами мексиканской армии и понесла серьёзные потери. Скот ввёл в бой резервы и выбил мексиканцев из Молино-дель-Рей, но это сражение не дало ему никакого практического результата. Генерал Санта-Анна заявил, что при Молино-дель-Рей было остановлено наступление на Чапультепек и назвал сражение своей победой. Американская же армия несколько упала духом из-за высоких потерь без всякого результата. Это сражение заставило генерала Скотта осторожнее планировать дальнейшее наступление на Мехико.

## Предыстория
7 августа 1847 года армия Уинфилда Скотта выступила из Пуэблы, спустилась в долину Мехико, вышла к мексиканским укреплениям у Сан-Антонио и в ходе сражения при Контрерас заставила противника отступить к реке Чурубуско. В тот же день (20 августа) Скотт атаковал мексиканцев у монастыря Чурубуско и заставил их отойти с позиции. Скотт рассчитывал, что эти поражения заставят мексиканское правительство пойти на мирные переговоры и заключил перемирие. Американский дипломат Николас Трайст начал согласовывать условия мирного договора, и даже предложил Санта-Анне крупную сумму денег за уступчивость. Однако разногласия в правительстве и оппозиция Санта-Анны не давали ему возможности заключить этот договор, и после переговоров 1 — 2 сентября Санта-Анна решил, что имеет смысл продолжить сопротивление, поскольку условия капитуляции всё равно не станут хуже. Уже 2 сентября он стал позиционировать себя как сторонника продолжения войны и защитника нации, начал усиливать армию и совершенствовать укрепления замка Чапультепек.
Предполагая, что 7 сентября Скотт атакует замок Чапультепек, Санта-Анна ещё 6 сентября разместил свои основные силы на подступах к замку, у строений, известных как Молино-дель-Рей («Королевские мельницы»). Это была группа мельниц и литейных мастерских, вытянутая примерно на 300 метров, которую усилили мешками с песком. В километре на северо-запад находилось каменное здание бывшего порохового склада, известное как Каза-Мата, усиленное небольшим рвом и неоконченным земляным валом. 7 сентября Санта-Анна лично принял командование в Молино-дель-Рей и сам разместил войска на позиции: бригады Антонио де Леона (батальоны Либерти, Юнион, Керетаро и Минья) и Рангеля заняли мельницы, а бригада Переса (4-й и 11-й линейные батальоны) встала в Каза-Мата. Между ними встала бригада Рамиреса. С фронта были развёрнуты четыре орудия, а неподалёку, у асиенды Моралес, встали 3 — 4 тысячи кавалеристов, дивизии Альвареса и Андраде. Были предприняты некоторые меры к тому, чтобы вооружить население Мехико и поднять его на войну против американцев.
Скотт так же готовился к боям. 7 сентября бригада Кадвалладера выступила из Мишкоака в Такубаю, а остальные подразделения дивизии Пиллоу и одна бригада дивизии Твиггса выдвинулись для демонстрации в направлении Мехико. Вторая бригада Твиггса и вся дивизия Китмана встали в Мишкоаке. Капитан Мэйсон и лейтенант Фостер тщательно разведали мексиканские позиции. На всякий случай разведку повторили, и сами Скотт и генерал Уорт провели рекогносцировку. Из этих наблюдений и из других источников Скотт пришёл к мнению, что в Молино-дель-Рей нет ничего опасного, и что там отливаются орудия для обороны Мехико. Присутствие мексиканской армии у мастерских навело его на мысль, что эти здания представляют для противника особую ценность. Он поручил Уорту несложное, с его точки зрения, задание — захватить мастерские ночью, уничтожить всё ценное, и отойти.
В распоряжении Уорта была его дивизия, усиленная тремя эскадронами драгун и ротой конных стрелков (под командованием майора Самнера), тремя полевыми орудиями капитана Драма, двумя осадными орудиями (24 фунта) капитана Хьюджера, и бригадой Кадваладера(вольтижёрский полк, 11-й и 14-й пехотные полки, 784 чел.). Улисс Грант писал в мемуарах, что у Скотта не ладились отношения с Уортом и в данном случае он доверил Уорту действовать самостоятельно, без всякого контроля сверху, надеясь, что это поможет наладить с ним отношения.
Уорт расположил свои войска следующим образом. Бригада Гарланда при двух орудиях должна была встать на правом фланге, прикрывая атакующих от ударов со стороны Чапультепека и находясь на дистанции поддержки. Левее Гарланда должна была встать артиллерия Хьюджера,а ещё левее 500 человек майора Джорджа Райта. Ей предстояло атаковать батарею в центре мексиканских позиций. Бригада Клака под командованием полковника Макинтоша должна была встать на левом фланге и тоже атаковать, если представится удачная возможность.

## Сражение

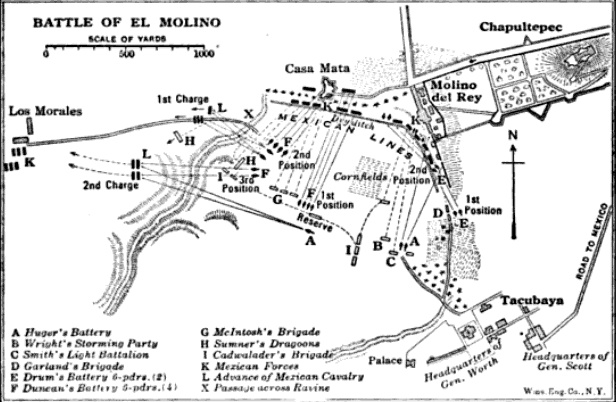
Карта сражения при Молино-дель-Рей

8 сентября в 03:00 дивизия Уорта стала выдвигаться на позицию и заняла её до рассвета. Орудия Хьюджера дали сигнал к атаке и отряд Райта начал атаку. Он сразу оказался под огнём мексиканских орудий, но прорвался к батарее и захватил её, развернув в сторону мексиканцев. Но отряд попал под такой плотный огонь, что за пять минут выбыло из строя 10 из 12-ти офицеров отряда. Отряд Райта был отброшен, но батарея Драма не дала мексиканцам преследовать отступающих.
Одновременно с отрядом Райта в атаку пошла бригада полковника Макинтоша. Наступая на укрепление Каза-Мата под плотным огнём, она выбила противника из передовых позиций, подошла к укреплению на 30 метров и на этой позиции втянулась в перестрелку с мексиканцами. Здесь полковник Макинтош получил смертельное ранение, погиб подполковник Мартин Скотт, и тяжёлое ранение получил майор Уайт. Потеряв треть всех сил убитыми и ранеными, бригада отступила. 
Когда бригада Макинтоша начала наступление, мексиканская кавалерия Альвареса начала выдвигаться для атаки левого фланга американцев. Тогда артиллерийские секции Хайса и Ханта быстро выдвинулись на опасный участок и открыли по кавалерии быстрый огонь, на помощь артиллерии стал выдвигаться вольтижерский полк, а майор Самнер во главе шести рот 2-го драгунского полка с небольшим усилением (всего 270 человек) выдвинулся в том же направлении. Он перешёл овраг, потеряв несколько человек от огня из Каза-Маты и встал за оврагом, в готовности отразить наступление Альвареса.

## Последствия
Генерал Уорт сообщил в рапорте, что его дивизия с усилениями насчитывала 3100 человек. В бою было потеряно 787 человек: 116 убито (из них 9 офицеров), 671 был ранен, из них 49 офицеров.